# Paradascalia edax
Paradascalia edax är en insektsart som först beskrevs av Van Duzee 1923.  Paradascalia edax ingår i släktet Paradascalia och familjen Flatidae. Inga underarter finns listade i Catalogue of Life.